# Alectra natalensis
Alectra natalensis là loài thực vật có hoa thuộc họ Cỏ chổi. Loài này được (Hiern) Melch. mô tả khoa học đầu tiên năm 1940.